# Tordoia
Tordoia (galicisch und offiziell; spanisch Tordoya) ist eine spanische Kleinstadt zwischen Santiago de Compostela und A Coruña in Galicien. Sie hat eine Fläche von 124,55 km² und eine insgesamt abnehmende Einwohnerzahl von 3.181 Personen (Stand: 2024). Beim Ort treten verschiedene „Pedra Longa“ genannte Felsausschlüsse an die Oberfläche. Außerdem liegt hier einer der am besten erhaltenen Dolmen der Region Dolmen von Cabaleiros und die im Volksmund „Casa da Moura“ genannte Anta. Sie hat eine 4,6 m lange Deckenplatte und sechs Tragsteine.

## Bevölkerungsentwicklung der Gemeinde
Legende: Tordoya___Tordoia

Quelle:INE-Archiv – grafische Aufarbeitung für Wikipedia

## Gemeindegliederung
Die Gemeinde Tordoia ist in zehn Parroquias gegliedert:
| Parroquias        | Patrozinium  | Einwohner 2024 | Fläche km² | Dichte Einw./km² | Höhe msnm | Ortskennzahl |
| ----------------- | ------------ | -------------- | ---------- | ---------------- | --------- | ------------ |
| Andoio            | San Mamede   | 249            | 8,81       | 28               | 395       | 15084010000  |
| Anxeriz           | Santa Mariña | 385            | 15,78      | 24               | 387       | 15084020000  |
| Bardaos           | Santa María  | 454            | 12,63      | 36               | 363       | 15084030000  |
| Cabaleiros        | San Xián     | 684            | 17,43      | 39               | 361       | 15084040000  |
| Castenda da Torre | Santa María  | 303            | 12,88      | 24               | 354       | 15084050000  |
| Gorgullos         | Santaia      | 416            | 20,73      | 20               | 275       | 15084060000  |
| Leobalde          | San Cristovo | 105            | 5,43       | 19               | 261       | 15084070000  |
| Numide            | Santiago     | 116            | 6,52       | 18               | 305       | 15084080000  |
| Tordoia           | San Xoán     | 78             | 3,44       | 23               | 390       | 15084090000  |
| A Vila de Abade   | San Cibrán   | 378            | 20,85      | 18               | 406       | 15084100000  |

¿== Wirtschaft ==
| Ackerbau, Viehzucht und Fischerei                                                  | 0262  | 022,45 |
| Industrie                                                                          | 0219  | 018,77 |
| Bauwirtschaft                                                                      | 0105  | 09,00  |
| Dienstleistungsbetriebe                                                            | 581   | 049,79 |
| Total                                                                              | 1.167 | 100,00 |
| * Daten aus dem Statistischen Amt für Wirtschaftliche Entwicklung in Galicien, IGE |       |        |

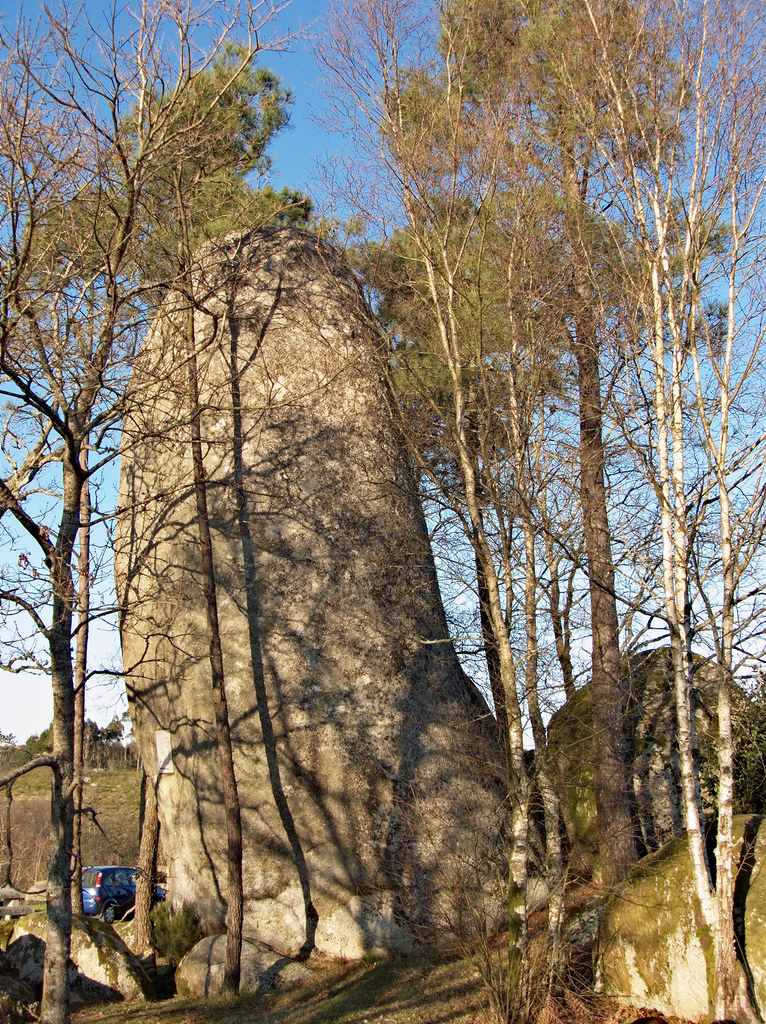
Pedra Longa
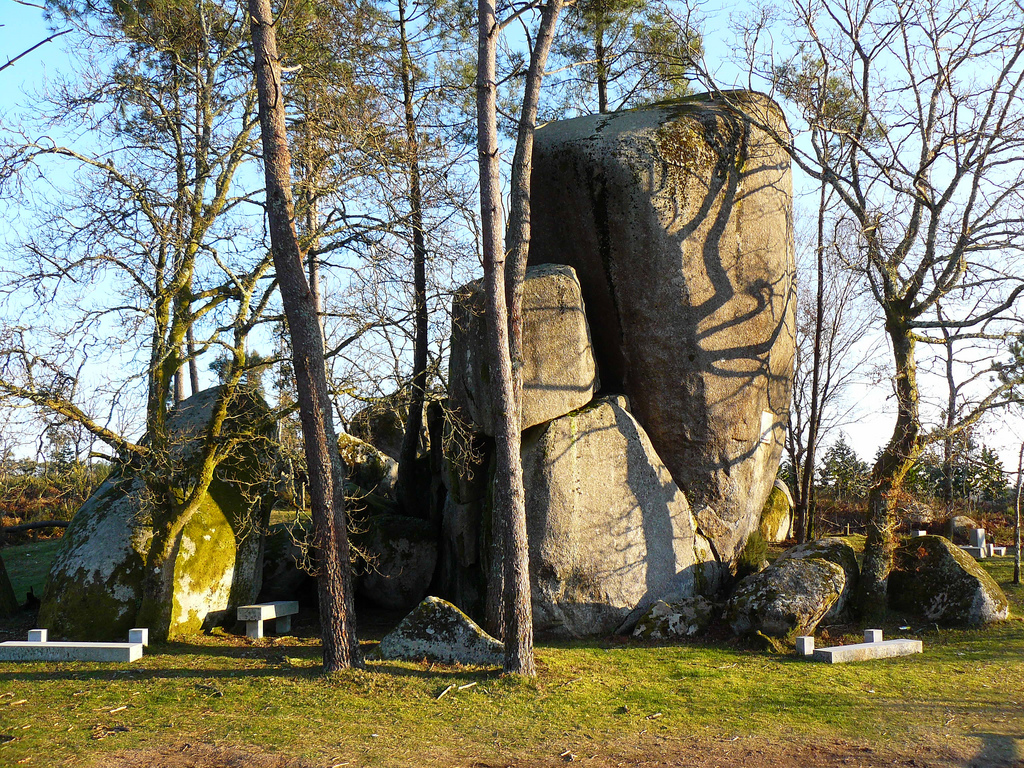
Pedra Longa
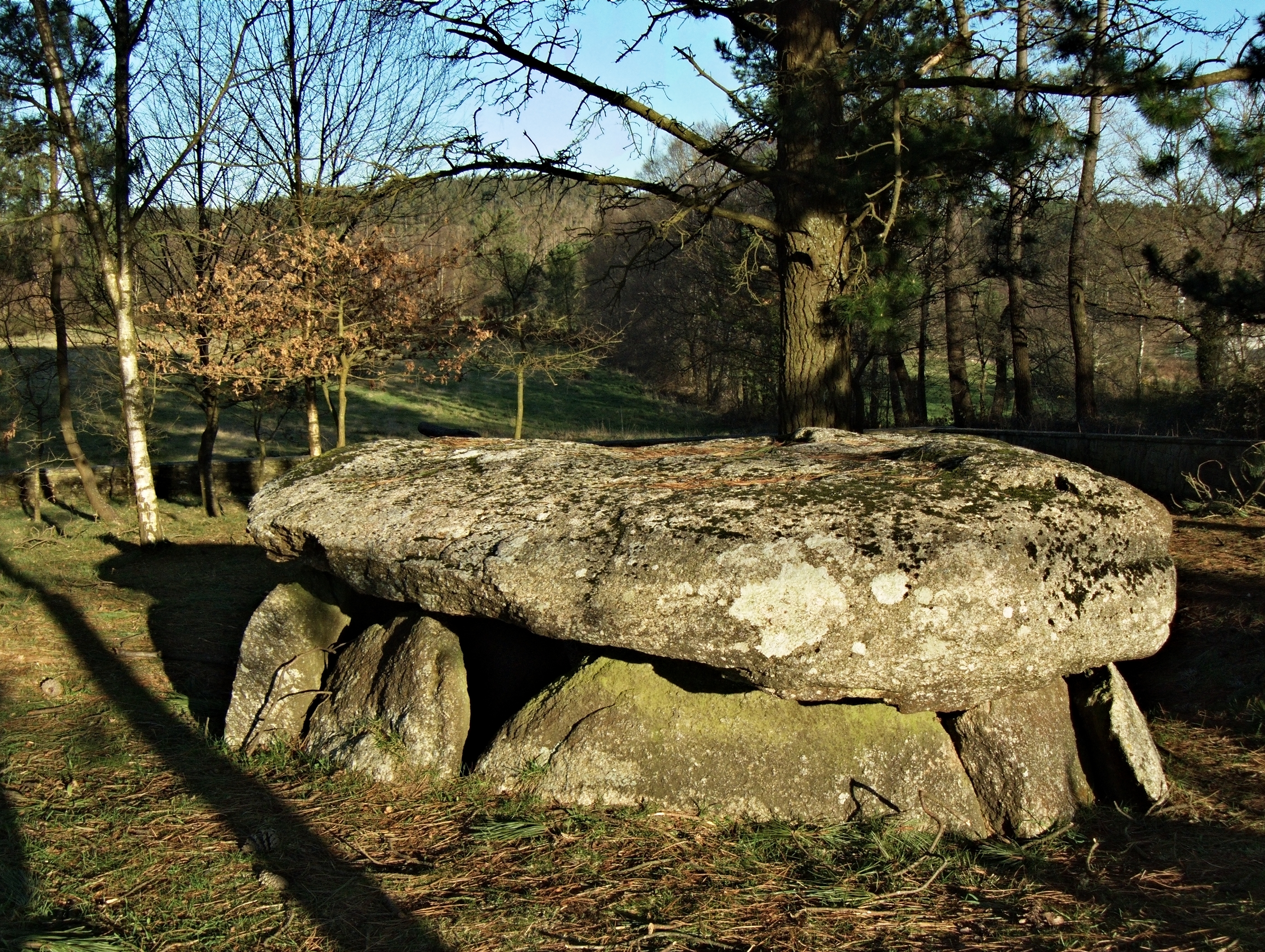
Dolmen von Cabaleiros
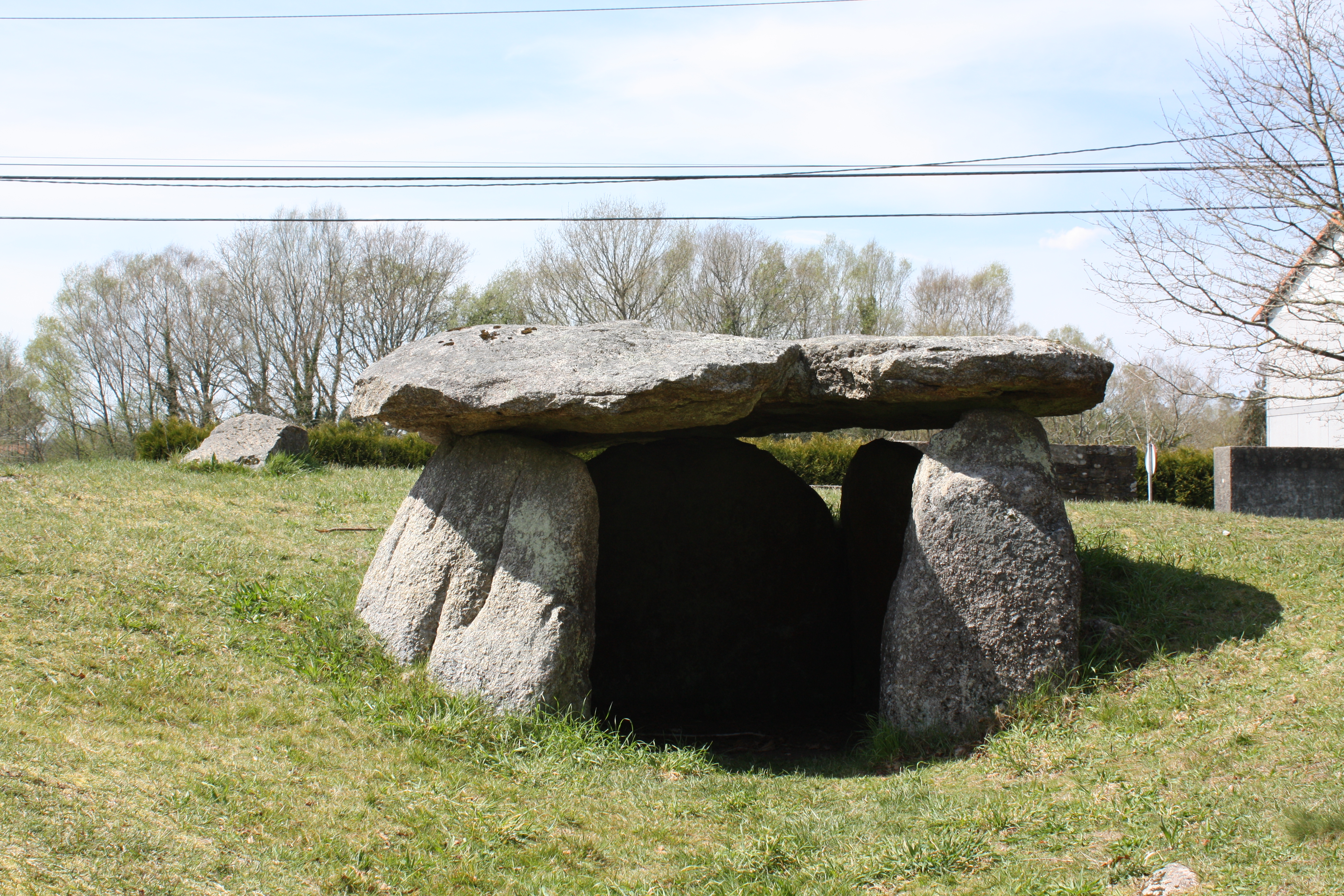
Dolmen von Cabaleiros